# アレクサンドル・メリク＝パシャーエフ
アレクサンドル・シャミーリエヴィチ・メリク＝パシャーエフ（ロシア語: Алекса́ндр Шами́льевич Ме́лик-Паша́ев、アルメニア語: Ալեքսանդր Մելիք-Փաշայան、Alexander Shamil'evich Melik-Pashayev、1905年10月23日（ユリウス暦10月10日） - 1964年6月18日）は、ソビエト連邦の指揮者、作曲家。ソ連人民芸術家（1951年授与）。アルメニア系ロシア人で、元来の姓はメリク＝パシャーヤン（Мелик-Пашаян）。

## 概要
グルジアのティフリス（トビリシ）に生まれる。トビリシ音楽院でニコライ・チェレプニンに学ぶ。その後、レニングラード音楽院でアレクサンドル・ガウクに指揮法を、ウラディーミル・シチェルバチョフに作曲を師事し、1930年に卒業した。
1923年から1931年までトビリシ歌劇場の指揮者を務める。1931年よりボリショイ劇場の指揮者陣に加わり、1953年から1963年の間、音楽監督を務める。在任中、ボリショイ・オペラの国外公演を何度か成功させている。また、1933年から1934年にかけては、モスクワ音楽院附属オペラ劇場の音楽監督を務め、1938年に開催された全ソ指揮者コンクールでは2位に入賞している（優勝はエフゲニー・ムラヴィンスキー）。1942年にチャイコフスキーのオペラ『チェレヴィチキ』、翌1943年にロッシーニのオペラ『ウィリアム・テル』の上演によりスターリン賞第1席を受賞している。
特にジュゼッペ・ヴェルディは少年時代以来のお気に入りの作曲家であり、オペラ『アイーダ』のモノラル、ステレオの2度にわたる録音のほか、レニングラード・フィルハーモニー交響楽団とのレクイエムの録音が残されている。
作曲家としては、レールモントフの原作に基づくオペラ『ペチョーリン』、シェイクスピア原作の『十二夜』、交響曲ハ短調、プーシキンやエレンブルグの詩につけた歌曲などがある。
1964年にモスクワで死去し、ノヴォデヴィチ墓地に埋葬された。

## 主なオペラ録音
ここにあげた録音は全てボリショイ劇場管弦楽団・合唱団を指揮したソ連録音（メロディア）。
- グリンカ：オペラ『イヴァン・スサーニン』（1947年）
- チャイコフスキー：オペラ『チェレヴィチキ』（1948年）
- チャイコフスキー：オペラ『スペードの女王』（1949-1952年)
- アントン・ルビンシテイン：オペラ『悪魔』（1950年）
- ボロディン：オペラ『イーゴリ公』（1952年）[2]
- ヴェルディ：オペラ『アイーダ』（1953年（モノラル）および1961年（ステレオ）の2種）
- プロコフィエフ：オペラ『戦争と平和』（1961年）
- ムソルグスキー：『ボリス・ゴドゥノフ』（1962年）

## オペラ以外の主な録音
- チャイコフスキー：交響曲第6番 ロ短調 Op.74 「悲愴」（1956年（1960年？））
- ヴェルディ：レクイエム（1960年）
- フランツ・シューベルト：交響曲第7番 ロ短調 D759『未完成』（1962年）